# Jeremiás Mária
Jeremiás Mária ismert nevén Jeremiás Marika magyar színésznő, modell, fotómodell, manöken, festőművész.

## Élete
1964-ben, miután leérettségizett, jelentkezett a Színház- és Filmművészeti Egyetemre, azonban nem vették fel. 
Az Állami Déryné Színház fiatalokat keresett A Pál utcai fiúk előadásához. Jelentkezett, és felvették. Néhány estére megkapta a főszerepet: beugrott Nemecsek szerepébe, s így lett belőle hőslelkű kisfiú. Aztán jelentkezett a Sztanyiszlavszkij stúdióba, mely az Irodalmi Színpad mellett működött. Sok kisebb-nagyobb előadáson szerepelt. Aztán ismét fiúszerepet kapott, az Irodalmi Színpadon. Dramatizálták Móricz Zsigmond Hét krajcár című elbeszélését, s ebben  játszotta a kisfiút, Margitai Ági pedig az anyát.
A 70-es években manökentanfolyamot is végzett, mivel modell, manöken is volt. Fotói szinte mindenütt, plakátokon, villamoshirdetéseken, áruházakban is megjelentek, de címlapokon is. (Ország-Világ, Képes Újság stb.) Fotósai voltak, többek  közt: Ács Irén , Gere László , Balassa Ferenc  fotóművészek.
A ruhabemutatáson, filmezésen és fotózáson kívül angol fordítást is vállalt,  tolmácsolt  az iráni pavilonban, a Vadászati Világkiállításon.
Jeremiás Mária festőművészként is bemutatkozott, kiállításokon is. 
A festményeken egyaránt láthatóak voltak Tahitiből érkezett szépségek, falusi madonnák vagy a sikeres hazai manökenek, egykori pályatársak. 
Később munkahelye lett a légiforgalmi társaságnál, majd végleg kikötött a festészetnél. A textilfestés a hobbija is.